# Kristensen Rocks
Die Kristensen Rocks sind zwei Klippenfelsen vor der Borchgrevink-Küste des ostantarktischen Viktorialands. In der Gruppe der Possession Islands liegen sie 1,5 km südlich von Possession Island.
Der United States Geological Survey kartierte sie anhand eigener Vermessungen und Luftaufnahmen der United States Navy aus den Jahren von 1960 bis 1963. Das Advisory Committee on Antarctic Names benannte sie 1969 nach dem norwegischen Kapitän Leonard Kristensen (1857–1911), dem gemeinsam mit Henryk Bull und Carsten Egeberg Borchgrevink im Zuge der von 1894 bis 1895 durchgeführten Antarktisfahrt am 24. Januar 1895 am Kap Adare das vermeintlich erstmalige Betreten des antarktischen Festlandes gelang.

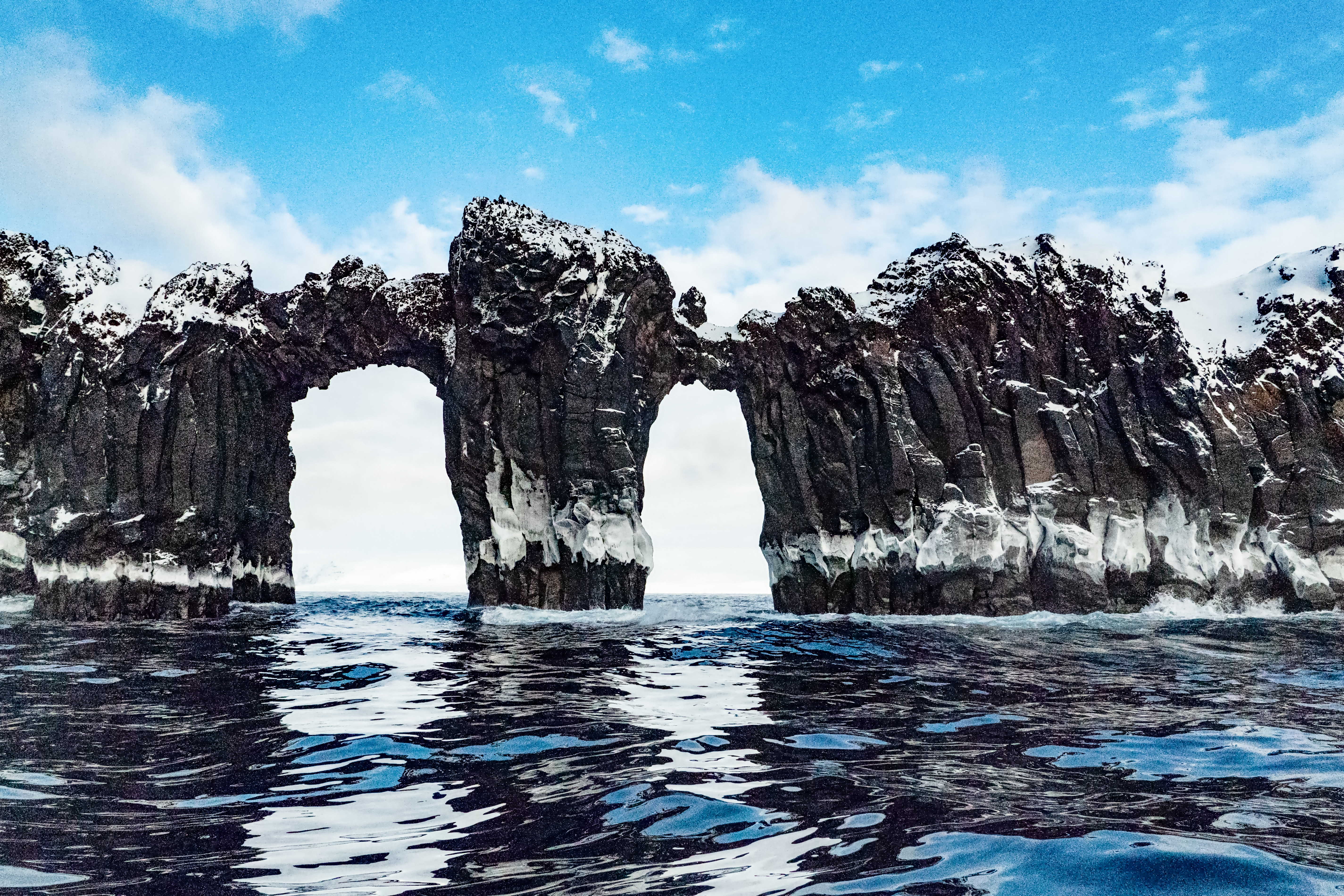
Doppelsteintor der Kristensen Rocks
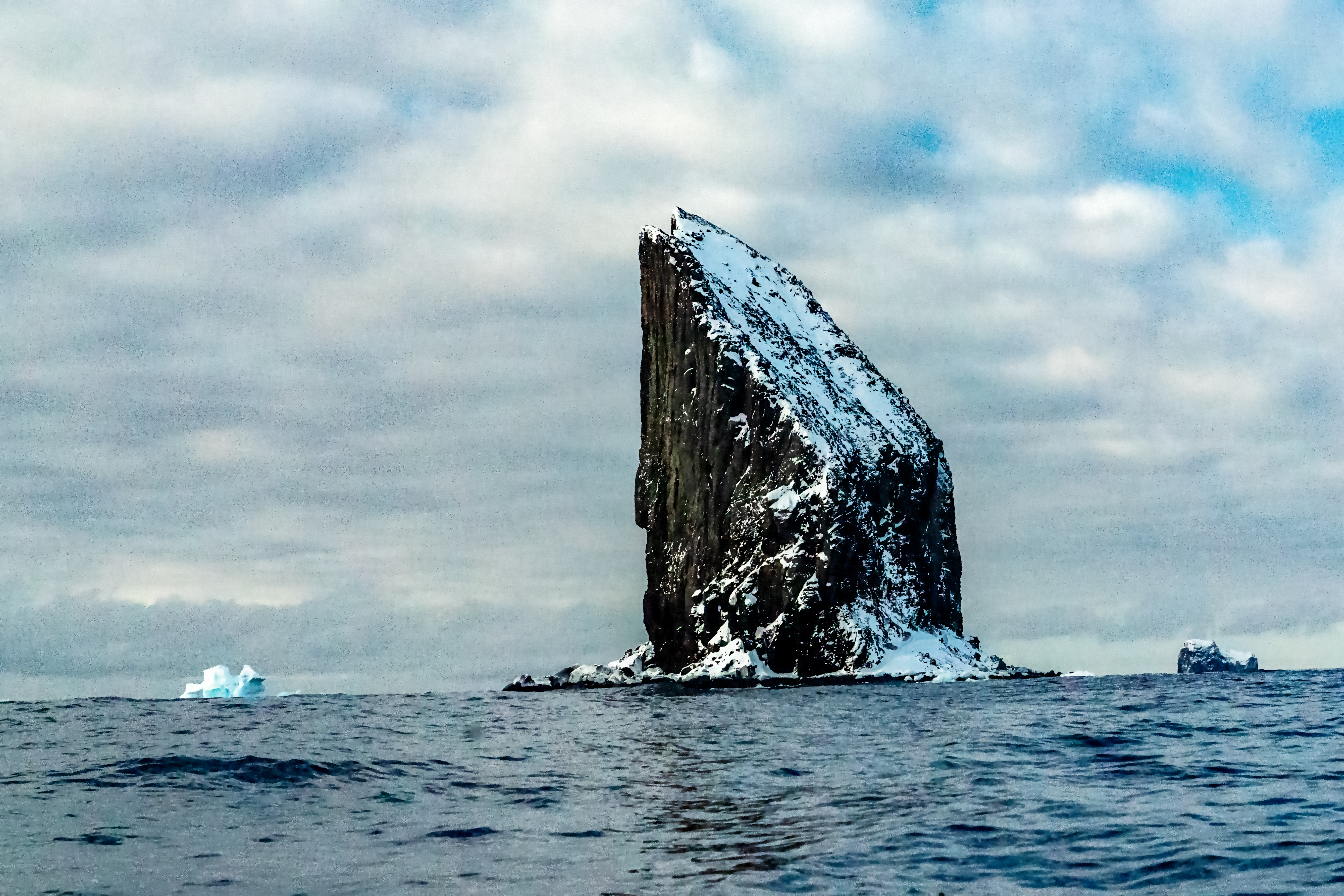
Klippenfelsen der Kristensen Rocks